# Jicchak Šapira
Jicchak Šapira je izraelský rabín, který v roce 2009 vydal knihy Králova Tóra, ve které píše, že je přijatelné, aby Židé zabíjeli Nežidy (včetně dětí), kteří ohrožují Izrael. Podmínky, za kterých je to povoleno, zahrnují přítomnost podezření, že dítě vyroste v nepřítele židovského lidu, aby vyvinulo tlak na nepřátelské vůdce, nebo pokud stojí „v cestě“.
Jeho kniha byla distribuována vydavatelstvím Ješivat ha-Ra'ajon ha-Jehudim v Jeruzalémě, který inklinuje k pozdním myšlenkám rabína Me'ira Kahaneho.
Kniha obsahuje souhlas rabína Zalmana Nekemia Goldberga. Ofer Pines, člen Knesetu, na základě této knihy požadoval po státním zástupci zahájit kriminální vyšetřování proti Šapirovi.
Šapira byl v roce 2006 uvězněn na základě podezření z podněcování k vyhnání nebo zabití všech palestinských mužů nebo chlapců nad 13 let. V roce 2008 podepsal „manifest“ na podporu Izraelců podezřelých z mlácení dvou arabských mladíků během tehdejšího dne vzpomínky na holokaust. V lednu 2010 byl Šapira uvězněn za jeho „údajné zapletení do vypálení palestinské mešity ve vesnici Jasúf“.
Šapira žije v izraelské osadě Jic'har na Západním břehu Jordánu, kde stojí v čele ješivy Doršej Jihudka. Podle přispěvatele Haaretzu, Akiva Eldara, Šapirova ješiva získává nemalé příspěvky od izraelské vlády. Na Šapiru měli mj. intelektuální vliv rabíni Abraham Isaac Kook a Jicchak Ginsburg.